# Lúsz járás
Lúsz járás (mongol nyelven: Луус сум) Mongólia Közép-Góbi tartományának egyik járása. Területe 3200 km². Népessége kb. 2200 fő.
Székhelye, Ovó (Овоо) 60 km-re fekszik Mandalgobi tartományi székhelytől.